# 아르테미오 리카르테
아르테미오 리카르테(Artemio Ricarte, 1866년 10월 20일 - 1945년 7월 31일)는 필리핀 혁명기와 필리핀-미국 전쟁 시기의 필리핀의 장군이다. 필리핀 군은 그를 필리핀 육군의 아버지로 여기고 있다. 리카르테는 1898년부터 1946년까지 필리핀을 점령한 미국 정부에 대한 충성의 맹세를 단호히 거부한 것으로 유명하다.

## 생애

### 성장
그는 필리핀 북일로코스주 노르테의 바탁에서 아버지 파우스티노 리카르테와 어머니 보니파시아 가르시아 사이에 태어났다. 고향에서 공부를 한 후, 산 후안 데 레트란에 입학하여 학사를 졸업했다. 산토 토마스 대학교 사범학교에서 교직 면허를 취득했다. 카비테주에 있는 샌프란시스코 데 말라본(현재의 제너럴 트리아스) 마을에서 초등학교 교장이 된다. 그곳에서 카티푸난(Katipunan)에 참가해 ‘비보라’(Víbora, 영어로 살모사, viper라는 뜻)라는 전장의 이름을 얻는다.

### 필리핀 혁명
1896년 8월 31일에 샌프란시스코 데 말라본의 스페인 주둔군을 공격할 때 혁명가들을 지휘, 스페인 군대를 괴멸시키고 도시 경비대를 포로로 잡았다. 아기날도 군에서 준장이 되었고 테헤로스 회의에서 총사령관으로 선출되었다. 그는 카비테, 라구나, 바탕가스 등지의 다양한 전투에서 그의 부대를 지휘했다. 아기날도는 그에게 불라칸주 산 미구엘 시 비아크-나-바트에 주둔하여 무기 인도를 관리하고, 스페인 정부의 평화 협정 조건 이행을 감시하도록 지시했다.

### 대 미국 전쟁
1899년, 필리핀-미국 전쟁이 일어났을 때 그는 마닐라 근교 제2 지역의 필리핀 군 작전 사령관이었다. 1900년 7월에 체포되어 아폴리나리오 마비니와 함께 괌으로 추방되었다.

## 전후
1903년에는 미국에 대한 충성의 맹세를 하면, 그는 마닐라에서 해방될 수 있었다. 마비니 질병이 있었으므로, 충성의 맹세를 하였지만, 리카르테는 계속 거부를 했기 때문에 이번에는 홍콩으로 추방된다. 그는 필리핀 혁명을 다시 재개할 것을 희망하고, 1903년 비밀리에 필리핀으로 여행했지만, 미국 정부는 그의 생사에 관계없는 체포에 총 10,000 달러의 상금을 걸었다. 그는 체포되어 1910년까지 투옥되었지만, 여전히 미국에 대한 충성을 맹세하는 것을 거부하였고, 이날에는 다시 홍콩으로 추방되었다. 그의 체포 시 압수된 증거 서류에 의해 미국은 필리핀 국내의 혁명 세력을 진압하는데 성공했고, 필리핀 독립 운동은 더욱 치열하게 전개되었다.(마리벨레스 사건)
리카르테는 홍콩의 동북에 있는 라마 섬에 있었는데, 휘하의 부하들을 비롯해 중국 혁명과 인도 독립 운동의 관계자가 모여 들었다. 옛 애인 아게타 에스테반도 방문해 리카르테와 결혼했다.

## 망명
1914년, 제1차 세계대전이 시작되자 영국은 인도를 유럽 전선에 보냈지만 이 정책을 따르지 않는 인도 사람도 많았다. 이 풍조를 발판으로 독립 운동의 움직임도 일어났기 때문에 영국은 이러한 움직임을 단속하고, 또한 반전 운동 선동 혐의로 리카르테를 납치해 상하이 감옥으로 보냈다.
예전부터 일본에 망명해 있던 인도 독립 운동가 라시 비하리 보세는 도야마 미쓰루와 이누카이 쓰요시에게 리카르테의 구출을 요청했다. 아게타 부인은 감옥의 중국인 수위를 매수하여 리카르테를 탈옥시키고, 두 사람은 도야마가 준비한 일본 우편선 티켓으로 일본에 망명했다. 잠시 아이치현 세토 정에 살았다가, 1923년에는 요코하마로 옮겼다. 그 후, 한동안은 정치적 발언을 삼가고 있었지만, 망명한 이후 필리핀에서 미국의 주권을 용인하는 발언이 많아지면서, 한편으로 평생 연금을 받고 있는 에밀리오 아기날도에 대한 비판의 목소리를 높였다.

## 귀국
리카르테 부부는 조용히 살았다. 제2차 세계 대전이 일어나자 일본은 필리핀을 진정시키는 작업 지원을 위해 그를 필리핀으로 항공기를 태워 돌려보냈다. 그는 게릴라를 근절하기 위해 활동한 제2차 세계 대전 중의 친 일본 성향의 조직인 마카피리의 창시자로 알려져 있다.
1945년 7월 31일 리카르테는 마운틴주 칼링가에서 사망하였고, 그는 영웅 묘지(Libingan ng mga Bayani)의 무덤에 묻혔다.

## 기념물
- 1971년, 요코하마의 야마시타 공원에 리카르테 장군 기념비가 건립되었다.
- 아르테미오 리카르테의 생가는 현재 필리핀 바탁 시의 리카르테 국립 성당이다.
- 아르테미오 리카르테 장군의 카비테 전투와 업적에 대해 표지판이 카비테주 제너럴 트리아스 마을에 마련었다.